# Achan

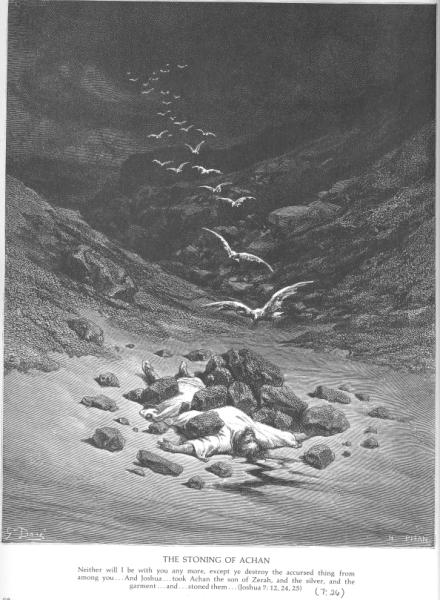
Gustave Doré, De steniging van Achan.

Achan (Hebreeuws: עכן, ‘ākhān) is een persoon uit Jozua in de Hebreeuwse Bijbel, die genoemd wordt in het verhaal rond de val van Jericho.
Volgens dit verhaal verborg Achan een deel van de buit (een mantel uit Sinear en goud en zilver) die de Israëlieten verzamelden na de plundering van Jericho. Dit was tegen het uitdrukkelijk verbod van God in. Het goud en het zilver en de ijzeren vaten waren bestemd voor de "schatkamer van de Heer". Het leger van de Israëlieten leed daarna een nederlaag bij de stad Ai en verloor er 36 man. Jozua vernam van God dat dit een straf was voor het overtreden van zijn gebod. Hij voerde vervolgens een onderzoek uit (door een soort loting). Eerst werd de stam van Juda aangewezen, vervolgens het geslacht van Zarchi en uiteindelijk Achan, die onmiddellijk tot een bekentenis overging. Na het opgraven van de buit in de tent van Achan werd hij door "heel Israël" gestenigd en verbrand, samen met al de zijnen. Daarna werden de resten onder stenen begraven in de Achorvallei.